# Gran Premio de Suiza de Motociclismo de 1949
El Gran Premio de Suiza de Motociclismo de 1949 (oficialmente Switzerland Grand Prix) fue la segunda prueba del Campeonato del Mundo de Motociclismo de 1949. Tuvo lugar en el fin de semana del 3 de julio de 1949 en el Circuito de Bremgarten en Berna (Suiza).
La carrera de 500 cc fue ganada por Leslie Graham, seguido de Arciso Artesiani y Harold Daniell. Freddie Frith ganó la prueba de 350 cc, por delante de Leslie Graham y Bill Doran. La carrera de 250 cc fue ganada por Bruno Ruffo, Dario Ambrosini fue segundo y Fergus Anderson tercero. La cilindrada pequeña de 125 cc fue ganada por Nello Pagani, Renato Magi fue segundo y Celeste Cavaciuti tercero.

## Resultados

### Resultados 500cc
| Pos     | Piloto                | Constructor | Tiempo    | Puntos |
| ------- | --------------------- | ----------- | --------- | ------ |
| 1       | Leslie Graham         | AJS         | 1:26'14.9 | 11     |
| 2       | Arciso Artesiani      | Gilera      | +1:22.9   | 8      |
| 3       | Harold Daniell        | Norton      | +1:32.0   | 7      |
| 4       | Nello Pagani          | Gilera      | +2:15.0   | 6      |
| 5       | Freddie Frith         | Velocette   |           | 5      |
| 6       | Guido Leoni           | Moto Guzzi  |           |        |
| 7       | Ken Bills             | Velocette   |           |        |
| 8       | Roger Richoz          | Norton      |           |        |
| 9       | Hans Kaufmann         | Gilera      |           |        |
| 10      | Georges Cordey        | Norton      |           |        |
| 11      | Benoit Musy           | Moto Guzzi  |           |        |
| 12      | James William Beevers | Norton      |           |        |
| 13      | Nandor Puhony         | Gilera      |           |        |
| 14      | Laszlo Szabo          | Gilera      |           |        |
| Ret     | Fergus Anderson       | Moto Guzzi  | Ret       |        |
| Ret     | Artie Bell            | Norton      | Ret       |        |
| Ret     | Carlo Bandirola       | Gilera      | Ret       |        |
| Ret     | Bruno Bertacchini     | Moto Guzzi  | Ret       |        |
| Ret     | Dario Ambrosini       | Gilera      | Ret       |        |
| Ret     | Johnny Lockett        | Norton      | Ret       |        |
| Ret     | Ted Frend             | AJS         | Ret       |        |
| Ret     | Norman Croft          | Triumph     | Ret       |        |
| Ret     | Ernie Thomas          | Triumph     | Ret       |        |
| Ret     | Jean Behra            | Moto Guzzi  | Ret       |        |
| Ret     | František Juhan       | Moto Guzzi  | Ret       |        |
| Fuente: |                       |             |           |        |

### Resultados 350cc
| Pos     | Piloto            | Constructor | Tiempo     | Puntos |
| ------- | ----------------- | ----------- | ---------- | ------ |
| 1       | Freddie Frith     | Velocette   | 1:07'06.0  | 11     |
| 2       | Leslie Graham     | AJS         | +3.0       | 8      |
| 3       | Bill Doran        | AJS         | +4.2       | 7      |
| 4       | Reg Armstrong     | AJS         | +22.4      | 6      |
| 5       | Tommy Wood        | Velocette   | +30.8      | 5      |
| 6       | Artie Bell        | Norton      | +31.0      |        |
| 7       | Bruno Bertacchini | Moto Guzzi  |            |        |
| 8       | Johnny Lockett    | Norton      |            |        |
| 9       | Ernie Thomas      | Velocette   |            |        |
| 10      | Harold Daniell    | Norton      |            |        |
| 11      | Béla Szalkay      | Velocette   |            |        |
| 12      | Ken Bills         | Velocette   |            |        |
| 13      | Léon Martin       | Velocette   |            |        |
| 14      | Hans Kaufmann     | Velocette   | + 1 Vuelta |        |
| 15      | Laszlo Szabo      | AJS         | + 1 Vuelta |        |
| 16      | Herbert Läderach  | Velocette   | + 1 Vuelta |        |
| 17      | Bill Beevers      | Velocette   | + 1 Vuelta |        |
| 18      | August Wick       | AJS         | + 1 Vuelta |        |
| Fuente: |                   |             |            |        |

### Resultados 250cc
| Pos     | Piloto             | Constructor | Tiempo     | Puntos |
| ------- | ------------------ | ----------- | ---------- | ------ |
| 1       | Bruno Ruffo        | Moto Guzzi  | 1:00'07.0  | 10     |
| 2       | Dario Ambrosini    | Benelli     | +39.4      | 8      |
| 3       | Fergus Anderson    | Moto Guzzi  | +49.1      | 8      |
| 4       | Claudio Mastellari | Moto Guzzi  | +49.2      | 6      |
| 5       | Benoit Musy        | Moto Guzzi  | +1'18.4    | 5      |
| 6       | Tommy Wood         | Moto Guzzi  |            |        |
| 7       | Ugo Plebani        | Moto Guzzi  | + 1 Vuelta |        |
| 8       | Elio Scopigno      | Moto Guzzi  | + 1 Vuelta |        |
| 9       | Herbert Läderach   | Moto Guzzi  | + 1 Vuelta |        |
| 10      | Onorato Francone   | Moto Guzzi  | + 1 Vuelta |        |
| 11      | Celeste Cavaciuti  | Parilla     | + 1 Vuelta |        |
| 12      | Hans Haldermann    | Parilla     | + 1 Vuelta |        |
| Fuente: |                    |             |            |        |

### Resultados 125cc
| Pos     | Piloto            | Constructor | Tiempo     | Puntos |
| ------- | ----------------- | ----------- | ---------- | ------ |
| 1       | Nello Pagani      | Mondial     | 53'12.0    | 11     |
| 2       | Renato Magi       | Morini      | +1'53.0    | 8      |
| 3       | Celeste Cavaciuti | Mondial     | +3'17.0    | 7      |
| 4       | Carlo Ubbiali     | MV Agusta   | +3'18.0    | 6      |
| 5       | Umberto Masetti   | Morini      | +3'18.2    | 5      |
| 6       | Franco Bertoni    | MV Agusta   | +3'18.6    |        |
| 7       | Dick Renooy       | Eysink      | + 1 Vuelta |        |
| 8       | Giuseppe Matucci  | MV Agusta   | + 1 Vuelta |        |
| 9       | Tonnie Heinemann  | Eysink      | + 1 Vuelta |        |
| 10      | Hans Haldemann    | Puch        | + 1 Vuelta |        |
| 11      | Josef Keller      | Puch        | + 1 Vuelta |        |
| 12      | Laszlo Szabo      | Puch        | + 1 Vuelta |        |
| 13      | Alfonso Mila      | Montesa     | + 1 Vuelta |        |
| 14      | José María Llobet | Montesa     | + 1 Vuelta |        |
| Fuente: |                   |             |            |        |